# Schwimmeuropameisterschaften 2006
| Medaillenspiegel (Endstand nach 58 Wettbewerben) | Medaillenspiegel (Endstand nach 58 Wettbewerben) | Medaillenspiegel (Endstand nach 58 Wettbewerben) | Medaillenspiegel (Endstand nach 58 Wettbewerben) | Medaillenspiegel (Endstand nach 58 Wettbewerben) | Medaillenspiegel (Endstand nach 58 Wettbewerben) |
| Platz                                            | Land                                             | G                                                | S                                                | B                                                | Gesamt                                           |
| ------------------------------------------------ | ------------------------------------------------ | ------------------------------------------------ | ------------------------------------------------ | ------------------------------------------------ | ------------------------------------------------ |
| 1                                                | Russland                                         | 16                                               | 7                                                | 3                                                | 26                                               |
| 2                                                | Deutschland                                      | 12                                               | 10                                               | 5                                                | 27                                               |
| 3                                                | Frankreich                                       | 6                                                | 3                                                | 9                                                | 18                                               |
| 4                                                | Italien                                          | 5                                                | 6                                                | 11                                               | 22                                               |
| 5                                                | Ukraine                                          | 5                                                | 4                                                | 5                                                | 14                                               |
| 6                                                | Polen                                            | 5                                                | 2                                                | 1                                                | 8                                                |
| 7                                                | Schweden                                         | 3                                                | 3                                                | –                                                | 6                                                |
| 8                                                | Vereinigtes Königreich                           | 2                                                | 5                                                | 6                                                | 13                                               |
| 9                                                | Niederlande                                      | 2                                                | 3                                                | 3                                                | 8                                                |
| 10                                               | Ungarn                                           | 2                                                | 2                                                | 5                                                | 9                                                |
| Vollständiger Medaillenspiegel                   |                                                  |                                                  |                                                  |                                                  |                                                  |

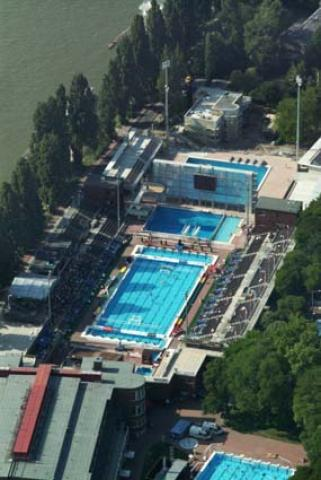
Der Alfréd-Hajós-Schwimmkomplex auf der Margareteninsel

Die 28. Schwimmeuropameisterschaften fanden 2006 vom 26. Juli bis 6. August in Budapest statt. Damit kehrten sie an ihren ersten Austragungsort im Jahr 1926 zurück. Der Vizepräsident der Ligue Européenne de Natation (LEN), Sven-Egil Folvik aus Norwegen, ordnete die Europameisterschaften als „weltgrößte Schwimmveranstaltung des Jahres 2006“ ein.
Budapest schloss mit der dritten Austragung der Europameisterschaften nach 1926 und 1958 zu Wien auf, das 1950, 1974 und 1995 Austragungsort war.

## Wettkampfstätten
Die Wettbewerbe im Wasserspringen, Synchronschwimmen und Beckenschwimmen wurden im traditionsreichen Alfréd-Hajós-Schwimmkomplex auf der in der Donau gelegenen Margareteninsel ausgetragen. Der Komplex ist nicht überdacht und wurde für die Europameisterschaften mit einem neuen 50-Meter-Becken mit zehn Bahnen und einem neuen Sprungturm für das Synchronspringen ausgestattet. Der Schwimmkomplex gilt als einer der modernsten und besten der Welt. Ein Beispiel für die Nachteile des Freibades als Austragungsort bot das Unwetter am 1. August, als die Zuschauer aufgrund der fehlenden Überdachung der Zuschauerränge durchnässt wurden. Auch die Reporter und ihre Arbeitsgeräte kamen wegen der Windrichtung in Kontakt mit dem Regenwasser, obwohl ihre Plätze überdacht waren. Die Wettkämpfe mussten unterbrochen werden.
Die Wettbewerbe im Freiwasserschwimmen wurden im etwa 100 Kilometer entfernten Plattensee ausgetragen.

## Teilnehmer
Nur 40 der 50 LEN-Mitglieder entsandten 1008 Athleten zu den Schwimmeuropameisterschaften 2006.
| - Armenien - Aserbaidschan - Belgien - Bosnien und Herzegowina - Bulgarien - Dänemark - Deutschland - Estland - Finnland - Frankreich - Griechenland - Irland - Island - Israel - Italien - Kroatien - Lettland - Litauen - Luxemburg - Mazedonien | - Moldau - Niederlande - Norwegen - Österreich - Polen - Portugal - Rumänien - Russland - Serbien und Montenegro - Slowenien - Schweden - Schweiz - Slowakei - Spanien - Tschechien - Türkei - Ukraine - Ungarn - Vereinigtes Königreich - Belarus |

Die erfolgreichste Athletin dieser EM war die Französin Laure Manaudou, die bei acht Starts sieben Medaillen gewann (viermal Gold und dreimal Bronze) und über 400 Meter Freistil ihren eigenen Weltrekord verbesserte. Ähnlich erfolgreich war die Berlinerin Britta Steffen, die mit den Staffeln über 4 × 100 Meter und 4 × 200 Meter Freistil jeweils in Weltrekordzeit Gold gewann und auch im Einzelrennen über 100 Meter Freistil mit einer neuen Weltbestzeit siegte; außerdem gewann sie das Rennen über 50 Meter Freistil in deutscher Rekordzeit und holte Silber über die 4-mal-100-Meter-Lagenstaffel.

## Zeremonien

### Eröffnungsfeier
Die Eröffnungsfeier der 28. Schwimmeuropameisterschaften fand am 26. Juli vor 7500 Zuschauern statt. Sie wurde live im ungarischen Fernsehen übertragen. Der LEN-Präsident Bartolo Consolo und der ungarische Premierminister Ferenc Gyurcsány hielten Willkommensreden für die Athleten und Zuschauer. Dann marschierten die teilnehmenden Athleten hinter ihren Fahnenträgern ein. Die in Ungarn sehr bekannte Pop-Band Nox, die das Land auch schon beim Grand Prix d’Eurovision vertrat, gab einen Auftritt.
Im Anschluss an die Eröffnungsfeier fand ein Wasserballfreundschaftsspiel zwischen Ungarn und Kroatien statt, das mit dem Ergebnis 11:11 endete.

### Siegerehrungen
Die Siegerehrungen wurden von Mitgliedern der LEN vorgenommen. Die geehrten Athleten erhielten ihre Medaille, einen Blumenstrauß und einen schwarzen Stoffhund (Puli), der das Maskottchen der Europameisterschaften ist.
Die meisten Siegerehrungen fanden am selben Tag wie der Wettkampf statt. Jedoch verschoben sich einige der Siegerehrungen vom 1. August, die aufgrund eines Unwetters ausfielen. Sie wurden an den folgenden Tagen vor den eigentlich vorgesehenen Wettkämpfen und Ehrungen nachgeholt.

## Wettbewerbe
Bei den Schwimmeuropameisterschaften wurden Wettbewerbe aus vier Bereichen ausgetragen:
- Freiwasserschwimmen, Resultate
- Synchronschwimmen, Resultate
- Beckenschwimmen, Resultate
- Wasserspringen, Resultate

### Freiwasserschwimmen
Der erste Wettbewerb im Freiwasserschwimmen, die fünf Kilometer der Frauen, wurde am 26. Juli ausgetragen. Die Russin Jekaterina Seliwjorstowa gewann mit einer Zeit von 1:01:50,8 Stunden vor Cathi Dietrich aus Frankreich. Zeitgleich auf dem dritten Rang platzierten sich die Tschechin Jana Pechanová und die Russin Larissa Iltschenko. Die deutsche Hoffnung auf den Titel, Britta Kamrau-Corestein, enttäuschte als dreimalige Weltmeisterin und Titelverteidigerin mit Platz fünf. Sie verpasste um eine Zehntelsekunde den Sprung auf das Treppchen. Noch 500 Meter vor dem Ziel lag sie mit zwei Körperlängen in Führung, bis sie von Begleitbooten aus dem Rhythmus gebracht wurde. So fühlte sie sich nach dem Ende des Wettkampfes um eine Medaille betrogen. Die zweite deutsche Starterin, Johanna Manz, erreichte den 14. Platz.
Am selben Tag gewann Thomas Lurz über die zehn Kilometer nach zwei Weltmeistertiteln nun seine erste Goldmedaille bei Europameisterschaften. Dabei ließ er sich nicht einmal von einer Schlange irritieren. Silber ging an den Niederländer Maarten van der Weijden, hinter dem sich der zweite deutsche Starter, Christian Hein, Bronze holte. Der dritte Deutsche Alexander Studzinski erreichte den 21. Rang. Mit dem ersten und dritten Platz retteten die deutschen Männer das Mannschaftsergebnis für den ersten Wettkampftag, nachdem die Frauen über die Fünf-Kilometer-Strecke enttäuscht hatten.
Einen Tag nach seinem Sieg über die zehn Kilometer gewann Thomas Lurz, der amtierende Weltmeister über diese Strecke, auch die 5-Kilometer-Distanz. Mit einem langen Schlussspurt sicherte er sich sein zweites EM-Gold. Nach Bronze im ersten Wettbewerb verbesserte sich daneben der dreimalige Vizeweltmeister Christian Hein auf den Silberrang. Bronze gewann der Italiener Simone Ercoli. Der dritte deutsche Starter, Toni Franz, erreichte mit einer Zeit von 56:59,3 Minuten den elften Platz und rundete damit die gute deutsche Mannschaftsleistung ab.
Den zweiten deutschen Sieg an diesem Tag holte Angela Maurer über die zehn Kilometer. Damit feierte sie ihr Comeback nach einer einjährigen Babypause und ihren ersten internationalen Titel, den sie ausgerechnet an ihrem 31. Geburtstag gewann. Die lange Zeit in Führung liegende Lokal-Matadorin Rita Kovács holte Silber, Dritte wurde Jana Pechanová aus Tschechien. Stefanie Biller erreichte Platz neun mit einer Zeit von 2:07:30,0 Stunden. Alessa Dörling erreichte mit 2:16:41,9 Stunden Platz 23. Die Titelverteidigern Britta Kamrau-Corestein hatte sich bei den Deutschen Meisterschaften nicht qualifizieren können und war somit nicht am Start.
Die 25 Kilometer der Männer, die am 29. Juli ausgetragen wurden, gewann der Franzose Gilles Rondy in 5:10:17,3 Stunden vor dem Russen Anton Sanatschew und Stéphane Gomez, der ebenfalls aus Frankreich stammt. Bester Deutscher wurde Toni Franz, der mit einer Zeit von 5:14:02,4 Stunden auf dem elften Rang ins Ziel kam. Der zweite deutsche Starter, Alexander Studzinski, wurde Zwölfter und benötigte 5:17:24,1 Stunden, um die Strecke zurückzulegen.
Bei den einen Tag später ausgetragenen 25 Kilometern der Frauen konnte Angela Maurer nach den 10 Kilometern die zweite Goldmedaille bei diesen Europameisterschaften erringen. Für die Strecke benötigte sie 5:35:19,1 Stunden und lag damit sechs Sekunden vor der zweitplatzierten Russin Natalija Pankina und 10,4 Sekunden vor der nächsten Deutschen Stefanie Biller, die Bronze holte. Bei Kilometer 18 wären Maurer die Zweit- und Drittplatzierten fast davongeschwommen, sie kämpfte sich jedoch zurück. Die dritte deutsche Starterin Britta Kamrau-Corestein erreichte mit einer Zeit von 5:36:34,8 Stunden den fünften Rang. Kamrau-Corestein war enttäuscht und beschwerte sich über Maurer, die trotz abgesprochener Team-Taktik sich acht Kilometer lang nur hinten dran gehängt hätte.

### Synchronschwimmen
Das Synchronschwimmen wurde klar von Russland dominiert: In allen vier Disziplinen gewannen die Russinnen Gold. Die zweiterfolgreichste Nation war Spanien, das alle seine Medaillen bei dieser EM (viermal Silber) im Synchronschwimmen gewann. Nur Griechenland und Italien konnten sich mit jeweils zwei Bronzemedaillen noch in die Liste der Medaillengewinner einreihen.

#### Solo
Der Vorkampf des Synchronschwimmen-Solo wurde am 26. Juli ausgetragen. Dabei schwammen die Athletinnen ein freies und ein technisches Programm. Das freie Programm gewann Natalja Ischtschenko aus Russland mit 48,700 Punkten vor Gemma Mengual aus Spanien und der Griechin Nathalia Anthopoulou. Die deutsche Starterin Lisa Lacker erreichte mit 40,400 Punkten den 14. Platz und befand sich damit einen Platz vor der Athletin des Gastgeberlandes, Csilla Acsay. Vor der Deutschen platzierten sich die Österreicherin Elisabeth Mahn mit 40,900 Punkten auf dem 13. Rang und die Schweizerin Magdalena Brunner mit 43,550 Punkte auf dem achten Rang. Im technischen Programm des Vorkampfes änderte sich auf den vorderen Plätzen nichts. Lisa Lacker und Elisabeth Mahn erreichten erneut die Plätze 14 und 13. Magdalena Brunner verschlechterte sich jedoch um einen Platz im Vergleich zum freien Programm. Ihr wurde ein halber Punkt als Strafe abgezogen, sodass die Tschechin Soňa Bernardová mit 43,500 Punkten vor ihr mit 43,150 Punkten lag. Auch im Gesamtergebnis blieben die ersten Plätze gleich: Ischtschenko führte mit 97,850 Punkten mit über einem Punkt Vorsprung auf Gemma Mengual. Den dritten Platz des Vorkampfes belegte die Griechin Anthopoulou. Die Österreicherin Elisabeth Mahn (82,350 Punkte) belegte den 13. und die Deutsche Lisa Lacker (81,250 Punkte) den 14. Rang, womit beide die Qualifikation für das Finale der zwölf Besten verpassten. Die letzte Medaille für Deutschland in dieser Disziplin holte Gudrun Hänisch bei der EM 1983 in Rom. Die Schweizerin Magdalena Brunner belegte trotz ihres neunten Platzes im technischen Programm insgesamt Rang acht.
Im Finale, das am 29. Juli stattfand, wurde ein zweites freies Programm geschwommen. Siegerin war die Russin Natalja Ischtschenko, die bei der letzten EM 2004 in Madrid noch den zweiten Platz belegte. Es war der erste russische EM-Titel im Solo seit dem Jahr 2000 als Olga Brusnikina gewann. Die Titelverteidigerin von 2004, Virginie Dedieu, hatte ihre Karriere beendet und war nicht mehr am Start. Silber holte Gemma Mengual für Spanien, Bronze ging an die Griechin Nathalia Anthopoulou. Die Schweizerin Magdalena Brunner, die als Achte in den Vorkämpfen zu den zwölf fürs Finale Qualifizierten gehörte, errang mit 88,100 Punkten den siebten Rang im Finale.

#### Duo
Der Vorkampf im Synchronschwimmen der Duos wurde am 27. Juli ausgetragen. Er bestand aus einem freien und einem technischen Programm. Im freien Programm platzierte sich das russische Duo Anastassija Dawydowa/Anastassija Jermakowa mit 49,200 Punkten auf dem ersten Platz, vor den Duos aus Spanien und Griechenland. Das deutsche Duo, bestehend aus Saskia Grünes und Lara Kurz, erreichte mit 40,450 Punkten den 14. Rang von 18 Teilnehmern. Die Österreicherinnen Nadine Brandl und Elisabeth Mahn belegten Platz 11 mit einer Punktzahl von 41,550. Auf Platz sieben positionierten sich Ariane Schneider und Magdalena Brunner für die Schweiz, die für ihr freies Programm 43,850 Punkte von den Kampfrichtern erhielten. Die vorderen Plätze im technischen Programm wurden ebenfalls von Russland, Spanien und Griechenland belegt. Das deutsche Team erreichte mit 40,850 Punkten den 13. Rang. Österreich mit 41,800 Punkten und die Schweiz mit 44,300 Punkten nahmen mit den Plätzen elf und sieben dieselben Platzierungen wie im freien Programm ein. Insgesamt gewannen Anastassija Dawydowa/Anastassija Jermakowa den Vorkampf mit 98,150 Punkten, vor den Spanierinnen, die mehr als einen Punkt dahinter lagen, und den Griechinnen. Das Schweizer Duo belegte nach freiem und technischem Programm mit 88,150 Punkten den siebten Gesamtrang. Die Österreicherinnen Brandl und Mahn belegten den elften Gesamtrang mit einer Punktzahl von 83,350. Saskia Grünes und Lara Kurz bekamen insgesamt 81,300 Punkte und belegten damit für Deutschland Rang 14.
Am 30. Juli wurde das Finale ausgetragen, in dem ein zweites freies Programm geschwommen wurde. Die Russinnen Anastassija Dawydowa und Anastassija Jermakowa, die amtierenden Weltmeisterinnen und Olympiasiegerinnen, gewannen mit einer Punktzahl von 98,800 und verteidigten damit ihren EM-Titel von 2004. Silber ging an das spanische Duo Gemma Mengual/Paola Tirados mit 97,500 Punkten. Den Bronzerang belegten die Griechinnen Eleftheria Ftouli/Evanthia Makrygianni. Die Schweizerinnen Magdalena Brunner und Ariane Schneider verbesserten sich von Rang sieben im Vorkampf auf den sechsten Platz mit 88,700 Punkten und verdrängten damit das israelische Duo. Nadine Brandl und Elisabeth Mahn belegten mit 83,600 Punkten den elften Rang für Österreich. Mit Platz 14 im Vorkampf konnte sich das deutsche Duo nicht für das Finale qualifizieren.

#### Team
Beim Team-Synchronschwimmen meldet jede Nation zehn Schwimmerinnen, wovon für das freie wie für das technische Programm jeweils acht Schwimmerinnen ausgewählt werden.
Der Vorkampf des Team-Synchronschwimmens wurde am 28. Juli ausgetragen. Er bestand aus freiem und technischem Programm, besaß jedoch kaum Bedeutung, da nur elf Teams gemeldet worden waren, und somit alle startenden Nationen für das Finale der besten Zwölf qualifiziert waren. In beiden Teilen des Vorkampfes belegten Russland, Spanien und Italien die ersten drei Plätze. Das deutsche Team bestehend aus Christin Fieber, Saskia Grünes, Lara Kurz, Lisa Lacker, Lorea Urquiaga, Edith Zeppenfeld, Iris Zeppenfeld und Melanie Zillich erreichte mit 41,600 Punkten im freien Programm und 40,250 Punkten im technischen Programm jeweils den elften und damit letzten Platz. Mit 43,800 Punkten erreichten die Schweizerinnen Sarah Amrein, Aude Bellina, Aline Bidlingmeyer, Pamela Fischer, Stéphanie Jasmine Jost, Nora Livet, Ariane Schneider und Aline Suter den siebten Rang, den sie mit 42,950 Punkten auch im technischen Programm belegten. Ein österreichisches Team war nicht am Start.
Das Finale, das aus einem freien Programm bestand, wurde am 30. Juli ausgetragen. Es war für den 29. Juli geplant und wurde auch an diesem Tag gestartet, musste aber wegen eines Gewitters abgebrochen werden. Das Finale gewann das russische Team mit 98,800 Punkten. Auf dem Silberrang folgte das Team aus Spanien mit eineinhalb Punkten Rückstand. Bronze gewann das italienische Team. Die Schweizerinnen erreichten den siebten Platz mit einer Punktzahl von 86,800 Punkte. Den elften und somit letzten Platz belegte das deutsche Team. Mit 80,900 Punkten hatte es 17,900 Punkte Rückstand auf die erstplatzierten Russinnen.

#### Kombination
Die Kombination besteht nur aus dem Wettkampfabschnitt der freien Kür. Dabei werden aneinandergereiht Solo-, Duo- und Team-Küren geschwommen. Die maximale Anzahl von Schwimmerinnen in einer Mannschaft bei der Kombination ist zehn. Die Kombination wurde erst zum zweiten Mal nach 2004 bei Europameisterschaften ausgetragen.
Der Wettbewerb wurde am 30. Juli ausgetragen. Gewonnen hat die Kombination das russische Team mit 97,900 Punkten. Mit zwei Punkten Rückstand belegte Spanien den zweiten Platz vor den Italienerinnen, die Bronze gewannen. Das Schweizer Team belegte den siebten Rang. Deutsche und österreichische Mannschaften waren nicht am Start.

### Beckenschwimmen

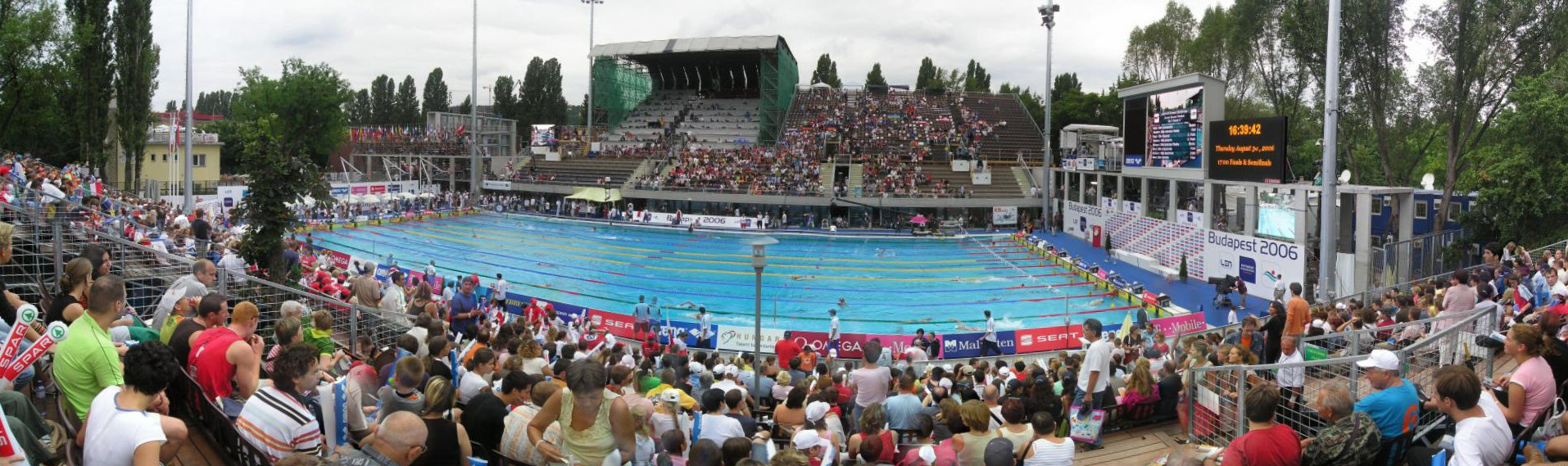
Wettkampfbecken der Schwimmeuropameisterschaften 2006

In den Beckenwettbewerben wurden insgesamt 39 Gold-, 37 Silber- und 39 Bronzemedaillen vergeben. Dieses Ergebnis kam Zustande aufgrund der Vergabe von zwei Bronzemedaillen im Wettbewerb über 50 Meter Schmetterling der Männer und der Vergabe von zwei Goldmedaillen unter Wegfall der silbernen über 50 Meter Brust der Männer.

#### Frauen

##### Freistil
Über 50 Meter Freistil der Frauen gewann Britta Steffen mit einem neuen deutschen Rekord von 24,72 Sekunden vor der Schwedin Therese Alshammar und der Niederländerin Marleen Veldhuis. Die Österreicherin Fabienne Nadarajah scheiterte am Halbfinaleinzug im Ausschwimmen um Platz 16 gegen die Finnin Hanna-Maria Seppälä, nachdem sie in den Vorläufen mit ihr zeitgleich war.
Bei den 100 Metern Freistil gab es aus deutscher Sicht eine wahre Sensation: Die Berlinerin Britta Steffen, die schon in der 4-mal-100-Meter-Staffel ihre ausgezeichnete Form bewiesen hatte, steigerte ihre Bestzeit um fast eine Sekunde auf 53,30 Sekunden und stellte damit einen neuen Weltrekord auf. Den bisherigen Weltrekord hielt die Australierin Lisbeth Lenton mit 53,42 Sekunden. Die weiteren Medaillen gingen an Marleen Veldhuis aus den Niederlanden und Nery Mantey Niangkouara aus Griechenland. Birgit Koschischek aus Österreich schied hingegen in den Vorläufen aus und belegte Platz 26.
Über die 200 Meter Freistil lag bis zur Hälfte die dreifache Europameisterin Laure Manaudou aus Frankreich vorne. Sie konnte ihr Tempo jedoch nicht halten und kam als Dritte ins Ziel. Gold gewann die Polin Otylia Jędrzejczak vor Annika Liebs vom SV Würzburg 05. Jördis Steinegger und Birgit Koschischek aus Österreich schieden nach den Vorläufen aus und belegten die Plätze 20 und 44.
Über 400 Meter Freistil holte die Französin Laure Manaudou mit über fünf Sekunden Vorsprung ihren vierten EM-Titel und verbesserte den Weltrekord, den sie am 12. Mai aufgestellt hatte, um neun Zehntel Sekunden auf 4:02,13 Minuten. Silber und Bronze gingen an die Britinnen Joanne Jackson und Caitlin McClatchey. Die Schweizerin Flavia Rigamonti und die Österreicherin Jördis Steinegger scheiterten am Finaleinzug und belegten die Plätze 10 bzw. 17. Deutsche Starterinnen gab es nicht.
Über die 800 Meter Freistil sah es lange nach einem neuen Weltrekord aus: Die Französin Laure Manaudou war enorm schnell angegangen und lag nach 200 Metern in 2:00,06 Minuten über zwei Sekunden unter der Durchgangszeit für den Weltrekord. Am Ende konnte sie in 8:19,29 Minuten einen neuen Europarekord feiern. Der alte Rekord von Anke Möhring (8:19,53 Minuten) stammte noch aus der DDR-Zeit und hatte fast 19 Jahre Bestand. Silber und Bronze holten sich die beiden Britinnen Rebecca Adlington und Rebecca Cooke. Die Schweizerin Flavia Rigamonti wurde Vierte. Die Österreicherin Jördis Steinegger kam auf Rang 19. Eine deutsche Starterin nahm nicht teil.

##### Rücken

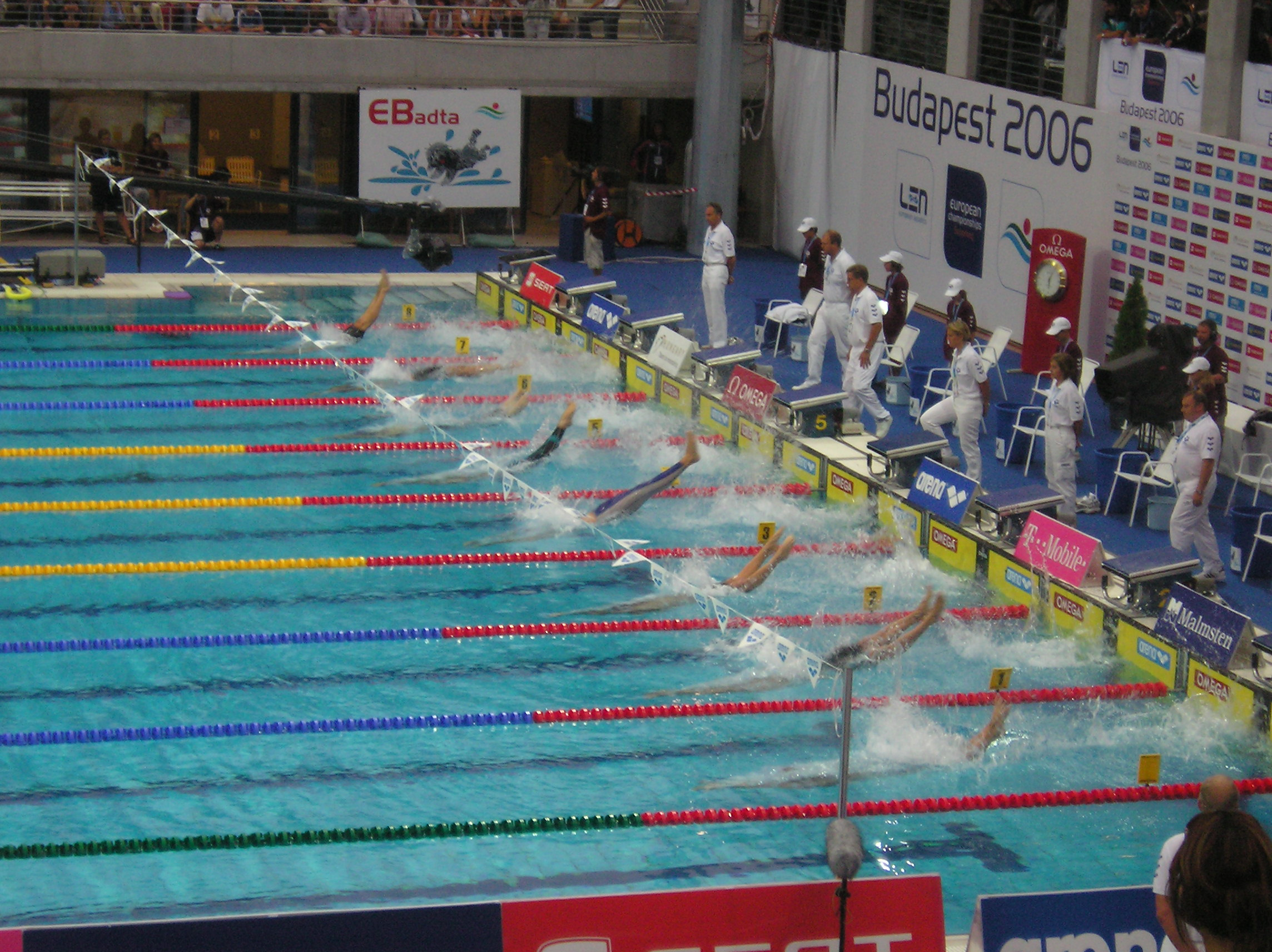
Start des 50-Meter-Rückenfinals der Männer

Über 50 Meter Rücken gewann Janine Pietsch aus Ingolstadt Gold mit neuem „Championship Record“ vor Aljaxandra Herassimenja aus Weißrussland und der Magdeburgerin Antje Buschschulte. Die Österreicherin Fabienne Nadarajah erreichte das Halbfinale und Rang 14. Ihre Landsfrau Marilies Demal schied nach der Vorrunde aus und belegte Rang 32. Auf Platz 22 kam Carla Stampfli aus der Schweiz.
Über 100 Meter Rücken gewann die Französin Laure Manaudou ihre dritte Goldmedaille nach den 800 Metern Freistil und den 200 Metern Lagen. Nach der Hälfte der Strecke hatte sie noch auf Rang sechs gelegen. Silber und Bronze holten sich die Deutschen Antje Buschschulte und Janine Pietsch, die nur wenige Hundertstel Sekunden von den Plätzen vier und fünf trennte. Teilnehmerinnen aus Österreich und der Schweiz gab es nicht.
Über 200 Meter Rücken gewann die Französin Esther Baron Gold vor der Ukrainerin Iryna Amschennikowa. Die bis über die 150-Meter-Wende führende Britin Melanie Marshall konnte auf der letzten Bahn ihr Tempo nicht mehr halten und gewann am Ende die Bronzemedaille. In diesem Wettbewerb gab es keine Starter aus Deutschland, Österreich und der Schweiz.

##### Brust
Die 50 Meter Brust gewann mit nur zwei Hundertstel Sekunden Vorsprung die Russin Jelena Bogomasowa vor der Britin Kate Haywood und Ágnes Kovács aus Ungarn. Wie schon im Halbfinale erreichte die Deutsche Janne Schäfer aus Wolfsburg den vierten Platz. Simone Weiler scheiterte um fünf Hundertstel Sekunden am Finaleinzug und wurde Neunte. Teilnehmerinnen aus Österreich und der Schweiz gab es nicht, wie auch bei den 100 Meter und 200 Meter Brust.
Über die 100 Meter Brust gewann etwas überraschend die Ukrainerin Hanna Chlistunowa Gold mit einem neuen „Championship Record“ von 1:07,55 Minuten. Ein „Championship Record“ ist die schnellste jemals bei Europameisterschaften geschwommene Zeit. Die weiteren Plätze belegten die Britin Kirsty Balfour und Ágnes Kovács aus Ungarn. Die Deutsche Sarah Poewe belegte im Finale Rang sieben. Simone Weiler erreichte das Halbfinale und belegte dort Rang 11.
Bei den 200 Metern Brust gab es einen deutlichen Start-Ziel-Sieg für die Britin Kirsty Balfour. Mit fast drei Sekunden Rückstand gewann Julija Pidlisna aus der Ukraine Silber vor Ágnes Kovács aus Ungarn. Sarah Poewe wurde Sechste, verpasste eine Medaille aber nur um weniger als sechs Zehntel Sekunden.

##### Schmetterling
Bei den 50 Metern Schmetterling der Frauen gab es einen schwedischen Doppelsieg durch Therese Alshammar und Anna-Karin Kammerling. Chantal Groot aus den Niederlanden gewann Bronze. Die Österreicherin Fabienne Nadarajah und die Deutsche Daniela Samulski belegten die Plätze fünf und sechs. Antje Buschschulte stellte als Vorlaufschnellste in 26,48 Sekunden einen neuen deutschen Rekord auf (diese Zeit hätte zum Gewinn einer Medaille gereicht), sie wurde aber im Halbfinale wegen eines Frühstarts disqualifiziert. Birgit Koschischek aus Österreich und die Schweizerin Carla Stampfli schieden als 28. bzw. 34. bereits im Vorlauf aus, für Marilies Demal (Österreich) war mit der zwölftschnellsten Zeit im Halbfinale Schluss.
Über die 100 Meter Schmetterling gewann die Niederländerin Inge Dekker in 58,35 Sekunden. Die Silbermedaille sicherte sich in einem knappen Finish Martina Moravcová aus der Slowakei vor Alena Popchanka, die in Weißrussland geboren wurde und inzwischen für Frankreich startet. Sowohl die Deutsche Annika Mehlhorn als auch die Österreicherin Birgit Koschischek schieden im Halbfinale aus. Sie belegten die Plätze 9 (59,55 Sekunden) und 13 (1:00,01 Minute).
Über 200 Meter Schmetterling holte die Weltrekordhalterin Otylia Jędrzejczak aus Polen mit fast zwei Sekunden Vorsprung souverän den Titel. Dahinter platzierten sich die Italienerinnen Francesca Segat und Caterina Giacchetti. Beatrix Boulsevicz aus Ungarn, die im Halbfinale die schnellste Zeit schwamm, lag nach der Hälfte der Strecke noch in Führung, konnte dann aber nicht mehr mithalten. Die Baunatalerin Annika Mehlhorn und die Österreicherin Nina Dittrich schieden im Halbfinale aus, sie belegten die Plätze 9 und 12.

##### Lagen
Bei den 200 Metern Lagen der Frauen holte Laure Manaudou aus Frankreich wie schon bei den 800 Metern Freistil Gold mit der Zeit von 2:12,69 Minuten. Zweite wurde die Polin Katarzyna Baranowska vor der Italienerin Alessia Filippi. Die Deutsche Nicole Hetzer holte im Finale den fünften Platz. Katharina Schiller aus Hildesheim scheiterte mit Platz 11 ebenso im Halbfinale wie die Österreicherin Nina Dittrich (Rang 16). Annika Mehlhorn schied trotz der zwölftbesten Zeit in den Vorläufen aus, weil es nur zwei Teilnehmern eines Landes erlaubt ist, das Halbfinale zu bestreiten.
Bei den 400 Metern Lagen lag auf der Schmetterlingsstrecke zunächst die Russin Jana Martynowa vorn, bald danach fiel sie jedoch zurück und wurde schließlich Fünfte. Die spätere Siegerin Alessia Filippi aus Italien konnte sich ebenso wie die Deutsche Nicole Hetzer auf der Rückenstrecke absetzen. Im Brustteil kam die Polin Katarzyna Baranowska zwar noch einmal nahe an Hetzer heran (an der 300-Meter-Marke waren es sechs Zehntel Sekunden), aber im Kraul machte Hetzer dank einer wesentlich besseren Kondition die Silbermedaille klar, Baranowska wurde Dritte. Starterinnen aus Österreich und der Schweiz traten nicht an.

##### Staffeln

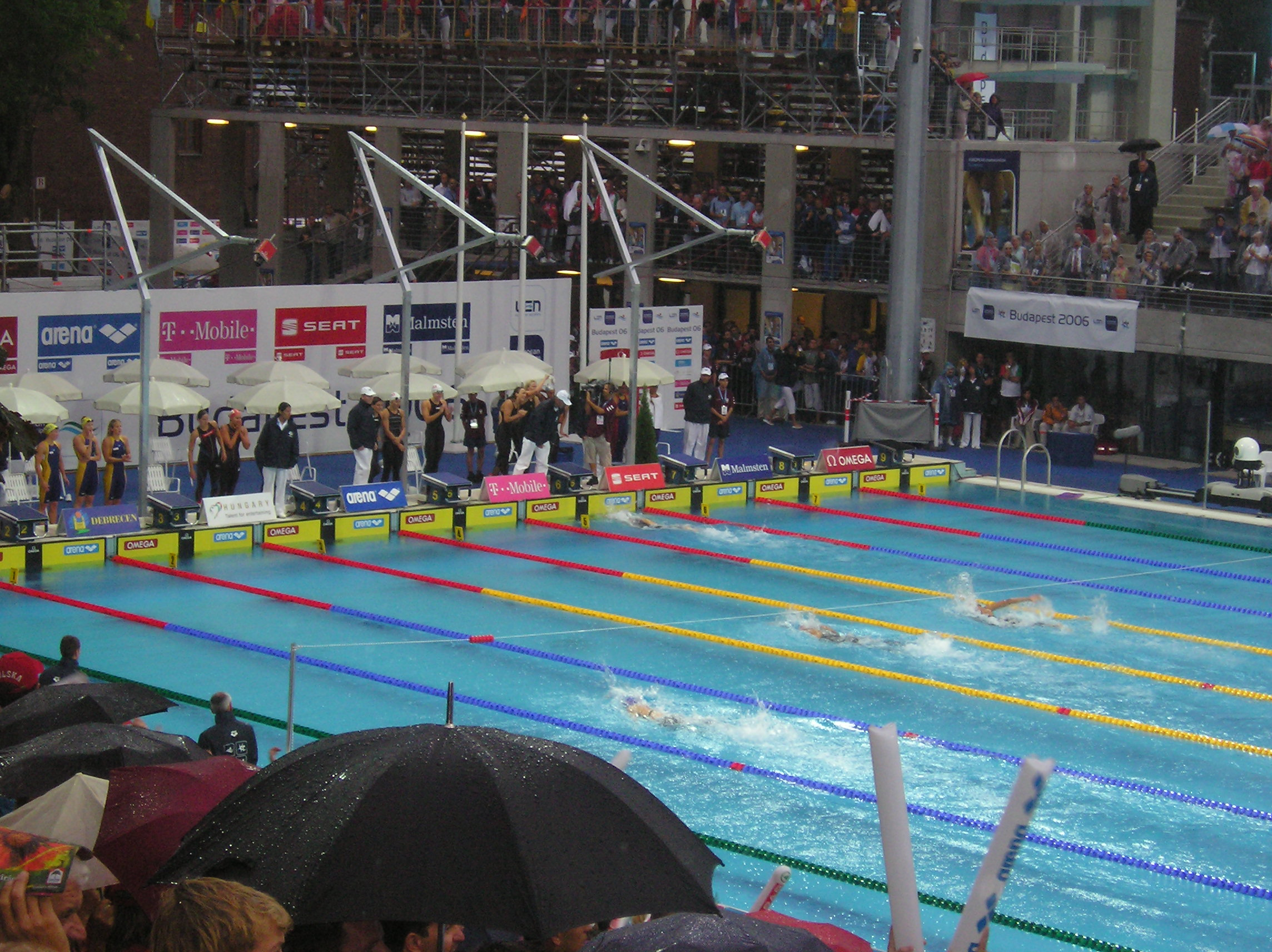
Das Finale der Frauen über 4 × 200 Meter Freistil

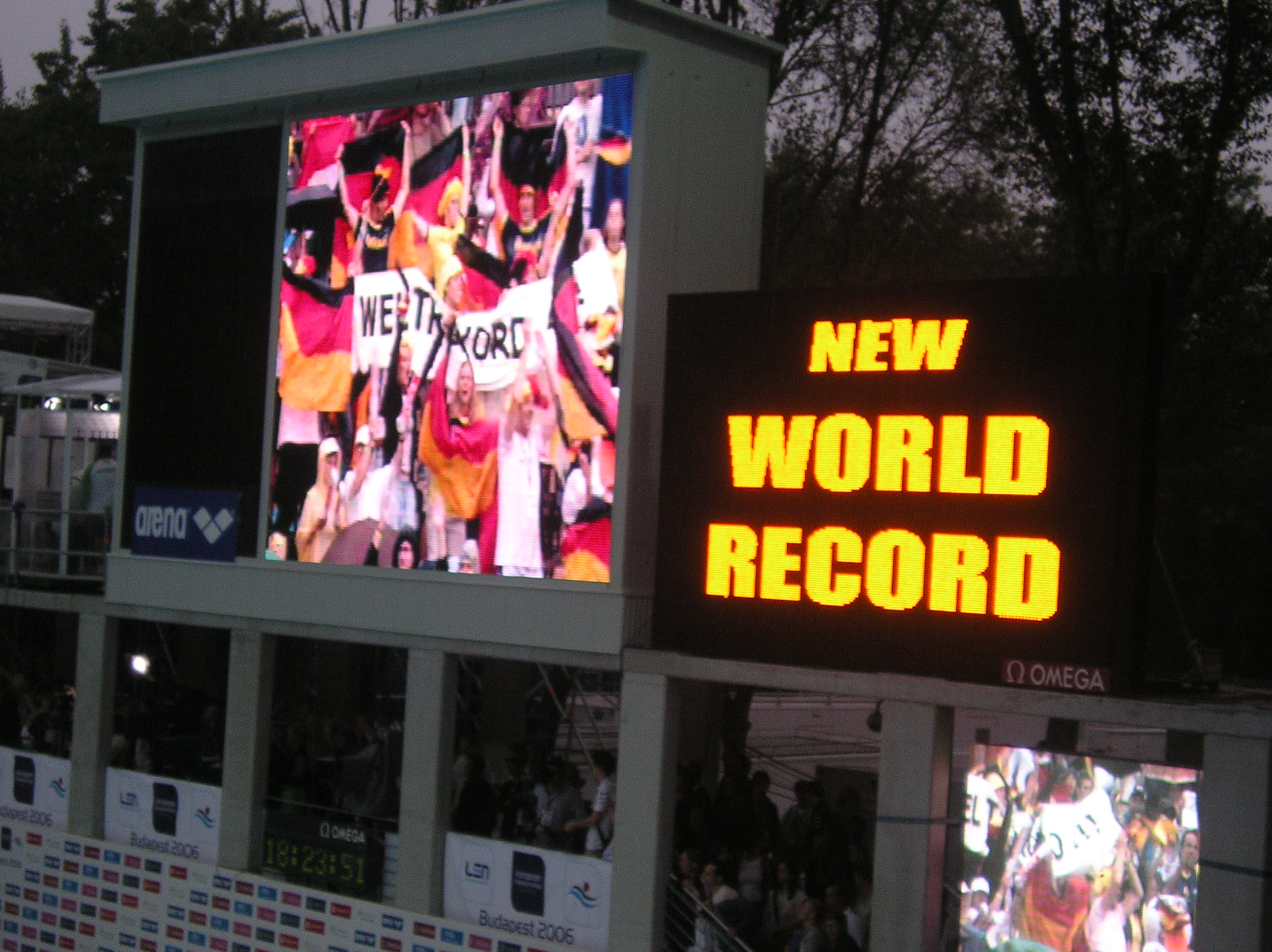
Deutsche Fans jubeln über den Sieg der deutschen 4-mal-200-Meter-Freistilstaffel in neuer Weltrekordzeit

Über die 4 × 100 Meter Freistil der Frauen erschwamm sich die deutsche Mannschaft mit Petra Dallmann, Daniela Götz, Britta Steffen und Annika Liebs einen Start-Ziel-Sieg und stellte dabei in 3:35,22 Minuten sensationell einen neuen Weltrekord auf. Den bisherigen Rekord hielt die australische Staffel mit 3:35,94 Minuten, aufgestellt bei den Olympischen Spielen von Athen. Steffen schwamm dabei mit 52,66 Sekunden schneller als der derzeitige Einzelweltrekord. Bei Staffeln werden allerdings Einzelrekorde nur dann anerkannt, wenn sie von den Startschwimmern erzielt werden. Zweiter wurde das Team der Niederlande vor Frankreich. Eine österreichische oder Schweizer Staffel war nicht am Start, genauso wie über 4 × 200 Meter Freistil und 4 × 100 Meter Lagen.
Bei der 4-mal-200-Meter-Freistilstaffel der Frauen wiederholte sich die Geschichte und analog zur kürzeren Freistilstaffel gewann das deutsche Team mit Weltrekordzeit von 7:50,82 Minuten. Die alte Bestmarke der USA wurde um ganze 2,60 Sekunden verbessert. In der Weltrekordstaffel schwammen Petra Dallmann, Daniela Samulski, Britta Steffen und Annika Liebs, die in 1:55,64 Minuten die schnellste Einzelzeit des Wettkampfes schwamm. In den Vorläufen wurden auch Daniela Götz und Nicole Hetzer eingesetzt. Silber ging mit über fünf Sekunden Rückstand an Polen vor Frankreich.
Über die 4 × 100 Meter Lagen holte das britische Team mit Melanie Marshall, Kirsty Balfour, Terri Dunning und Francesca Halsall die Goldmedaille. Zweiter wurde die deutsche Team mit Antje Buschschulte, Sarah Poewe, Annika Mehlhorn und Britta Steffen vor Frankreich mit der vierfachen Titelgewinnerin Laure Manaudou.

#### Männer

##### Freistil
Über 50 Meter Freistil gewann der Pole Bartosz Kizierowski in 21,88 Sekunden mit einem neuen „Championship Record“ die Goldmedaille. Zweiter wurde der Ukrainer Oleksandr Wolynez vor dem Kroaten Duje Draganja. Der Franzose Frédérick Bousquet, der im Halbfinale noch die schnellste Zeit schwamm, verfehlte um sechs Hundertstel Sekunden die Medaillenränge und wurde Vierter. Karel Nový aus der Schweiz erreichte Rang 32. Deutsche und österreichische Teilnehmer gab es nicht.
Über 100 Meter Freistil, die traditionell als Königsstrecke angesehen wird, kam es zu einem sehr engen Einlauf, bei dem weniger als sieben Zehntel Sekunden den Ersten und den Achten trennten. Nachdem er nach 50 Metern noch als Vorletzter wendete, gewann der Italiener Filippo Magnini Gold. Die weiteren Medaillen gingen an den Schweden Stefan Nystrand und den Weltrekordhalter auf dieser Strecke, Pieter van den Hoogenband aus den Niederlanden. Die Schweizer Karel Nový und Dominik Meichtry erreichten das Halbfinale und kamen auf die Plätze 14 und 16. Dominik Koll aus Österreich schied als 30. schon in den Vorläufen aus. Ein deutscher Schwimmer war nicht am Start.
Bei den 200 Metern Freistil gewann der Olympiasieger des Jahres 2000 und Europarekordhalter über diese Strecke, Pieter van den Hoogenband, Gold. Er hatte das Rennen von Beginn an deutlich angeführt. Silber und Bronze gingen an Massimiliano Rosolino und Filippo Magnini, beide aus Italien. Paul Biedermann aus Deutschland und Dominik Koll aus Österreich belegten im Finale die Plätze sieben und acht. Der Schweizer Dominik Meichtry und der Österreicher David Brandl schieden im Halbfinale aus und belegten die Plätze 11 bzw. 13.
Die 400 Meter Freistil der Männer gewann Juri Prilukow, der auch Schnellster bei den Vorläufen war, mit einer Zeit von 3:45,73 Minuten und stellte damit einen neuen „Championship Record“ auf. Der Zweitplatzierte Massimiliano Rosolino lag bis etwa 70 Meter vor dem Ziel noch an der Spitze. Bronze holte der Franzose Nicolas Rostoucher. Die Österreicher David Brandl und Dominik Koll erreichten in 3:51,08 Minuten bzw. 3:51,59 Minuten die Plätze 16 und 18. Der Hallenser Paul Biedermann kam nach einer enttäuschenden Leistung in einer Zeit von 3:55,87 Minuten als 28. ins Ziel.
Bei den 1500 Metern Freistil holte sich der Russe Juri Prilukow seinen zweiten Titel, ebenfalls mit einem neuen „Championship Record“. Der Franzose Sébastien Rouault konnte ihm 600 Meter lang folgen und verlor dann den Anschluss. Er gewann die Silbermedaille vor seinem Landsmann Nicolas Rostoucher. In den Vorläufen scheiterten der Deutsche Thomas Lurz als Elfter und der Österreicher David Brandl, der Platz 18 belegte.

##### Rücken
Über 50 Meter Rücken gewann in einem sehr knappen Rennen der Wiesbadener Helge Meeuw Gold vor Aristeidis Grigoriadis aus Griechenland und Matthew Clay aus Großbritannien. Steffen Driesen schwamm auf Platz fünf. Der Schweizer Flori Lang hingegen scheiterte um nur drei Hundertstel Sekunden am Finaleinzug und wurde Neunter.
Bei den 100 Metern Rücken der Männer holte Arkadi Wjattschanin in 53,50 Sekunden Gold. Er stellte einen neuen „Championship Record“ auf und blieb nur vier Hundertstel über dem Europarekord von Helge Meeuw. Besonders auf der zweiten Hälfte der Strecke hatte er das Feld dominiert. Markus Rogan aus Österreich holte Silber vor dem Griechen Aristeidis Grigoriadis. Helge Meeuw und Steffen Driesen erreichten im Finale die Plätze sechs und sieben. Die Österreicher Sebastian Stoss und Dinko Jukić schieden in den Vorläufen aus und belegten die Plätze 35 bzw. 38.
Über 200 Meter Rücken siegte Arkadi Wjattschanin aus Russland mit neuem Europarekord, nachdem er sich auf der dritten Bahn entscheidend vom Feld absetzen konnte. Silber ging an László Cseh aus Ungarn vor Răzvan Florea aus Rumänien. Markus Rogan belegte Rang vier vor Helge Meeuw. Sebastian Stoss aus Österreich schied im Halbfinale aus und belegte Rang 15.

##### Brust
Über 50 Meter Brust der Männer siegten zeitgleich der Ukrainer Oleh Lissohor und der Italiener Alessandro Terrin in 27,48 Sekunden. Bronze ging an Matjaž Markič aus Slowenien. Der Schweizer Remo Lütolf verpasste um nur eine Hundertstelsekunde den Halbfinaleinzug und kam auf Platz 17. Ebenfalls in den Vorläufen schieden die Österreicher Maxim Podoprigora (Platz 37), Thomas Narnhofer (Platz 47), Martin Cernansky (Platz 49) und Stefan Wipplinger (disqualifiziert) aus.
Über 100 Meter Brust gab es eines der engsten Rennen der EM-Geschichte. Am Schluss setzte sich Roman Sludnow aus Russland mit zwei Hundertstel vor Alexander Dale Oen aus Norwegen durch. Mit drei Hundertstel Rückstand wurde der Ukrainer Oleh Lissohor Dritter. Bester Österreicher über diese Strecke wurde Maxim Podoprigora als 30., seine Landsmänner Stefan Wipplinger, Martin Cernansky und Thomas Narnhofer belegten die Plätze 43, 47 und 53. Deutsche und Schweizer Schwimmer waren nicht am Start.
Sieger über die 200 Meter Brust wurde der Pole Sławomir Kuczko vor Paolo Bossini aus Italien und dem Briten Kristopher Gilchrist. Loris Facci, ebenfalls aus Italien, der im Halbfinale noch die schnellste Zeit schwamm, wurde im Finale disqualifiziert. Der Österreicher Maxim Podoprigora erreichte das Halbfinale und schied dort als Fünfzehnter aus. Seine Landsleute Martin Cernansky (Platz 31) und Thomas Narnhofer (Platz 37) schieden ebenso in den Vorläufen aus wie der Schweizer Dimitri Wäber (Platz 36). Deutsche Teilnehmer gab es nicht.

##### Schmetterling
Über die 50 Meter Schmetterling der Männer holte sich der Titelverteidiger Serhij Breus aus der Ukraine erneut Gold. Er stellte mit 23,41 Sekunden einen neuen „Championship Record“ auf und blieb nur um drei Hundertstel Sekunden über seinem Europarekord. Silber ging an den Kroaten Duje Draganja, Bronze an die zeitgleichen Jakob Andkjær aus Dänemark und Andrij Serdinow aus der Ukraine. Die Starter aus Deutschland und Österreich schieden bereits in den Vorläufen aus. Johannes Dietrich belegte Rang 30, Martin Spitzer Rang 34.
Über 100 Meter Schmetterling gewann mit deutlichem Vorsprung der Europarekordhalter Andrij Serdinow aus der Ukraine. Er stellte im Vorlauf auch einen neuen „Championship Record“ auf. Silber ging an Amaury Leveaux aus Frankreich vor Nikolai Skworzow aus Russland. Die Österreicher Dominik Dür, Dinko Jukić und Martin Spitzer schieden in den Vorläufen aus und belegten die Plätze 33, 35 und 38. Teilnehmer aus Deutschland und der Schweiz gab es nicht.
Bei den 200 Metern Schmetterling gewann Paweł Korzeniowski aus Polen Gold mit einem deutlichen Vorsprung im Finale von fast zwei Sekunden. Er stellte auch einen neuen „Championship Record“ auf. Silber gewann Ionnis Drymonakos aus Griechenland vor Nikolai Skworzow aus Russland. Der Deutsche Helge Meeuw erreichte das Halbfinale und schied mit Rang 12 aus. Er hatte sich gegenüber dem Vorlauf nicht steigern können. Die Österreicher Dominik Dür und Dinko Jukić schieden bereits nach den Vorläufen aus und belegten die Plätze 20 bzw. 24.

##### Lagen
Bei den 200 Metern Lagen gewann der Europarekordhalter László Cseh aus Ungarn Gold und stellte in 1:58,17 Minuten einen neuen „Championship Record“ auf. Er dominierte dieses Finale und lag schon nach 100 Metern zwei Sekunden vor dem restlichen Feld. Alessio Boggiatto aus Italien und Tamás Kerékjártó aus Ungarn kamen auf die Plätze zwei und drei. Dinko Jukić aus Österreich erreichte im Halbfinale Platz 15, seine Landsmänner Dominik Dür (Platz 21) und Sebastian Stoss (Platz 29) schieden hingegen bereits in den Vorläufen aus, genauso wie der Schweizer Stephan Bachmann (Platz 32). Deutsche Teilnehmer gab es nicht. Allerdings lebt der siebte des Finals, Łukasz Wójt, der für Polen startet, schon lange in Deutschland. Er entschied sich erst im Alter von 18 Jahren für die polnische Staatsangehörigkeit.
Über 400 Meter Lagen gewann der Lokalmatador László Cseh mit viereinhalb Sekunden Vorsprung vor den Italienern Luca Marin und Alessio Boggiatto und verbesserte seinen eigenen „Championship Record“ auf 4:09,86 Minuten. Alle Österreicher und der Schweizer Stephan Bachmann, der Rang 24 erreichte, scheiterten am Finaleinzug. Markus Rogan kam auf Platz 11, Dominik Dür wurde Fünfzehnter, Dinko Jukić erreichte Platz 21 und Sebastian Stoss Rang 28. Die schnellste Zeit der Vorläufe erzielte Luca Marin aus Italien.

##### Staffeln
Bei der 4-mal-100-Meter-Freistilstaffel der Männer konnte sich in einem zwischen Italien, Russland, Frankreich und Schweden bis zum Schluss hart umkämpften Rennen die italienische Mannschaft, bestehend aus Alessandro Calvi, Christian Galenda, Lorenzo Vismara und Filippo Magnini dank der besten Einzelleistung (47,62 Sekunden von Magnini) zuletzt durchsetzen und stellte einen neuen „Championship Record“ auf. Für Aufsehen sorgte die Disqualifikation zweier Staffeln wegen Frühstarts eines ihrer Schwimmer (Houston bei Großbritannien und Oosting bei den Niederlanden). Das für Deutschland startende Quartett Steffen Deibler, Stefan Herbst, Jens Thiele und Marco di Carli konnte seine Zeit aus dem Vorlauf nicht steigern und fiel deshalb von Rang drei auf fünf zurück (3:18,21 Minuten). Die Schweizer Mannschaft mit Dominik Meichtry, Alessandro Gaffuri, Karel Nový und Flori Lang erreichte eine Zeit von 3:21,08 Minuten und wurde Zehnter.
Bei der 4-mal-200-Meter-Freistilstaffel gelang Italien mit den Schwimmern Massimiliano Rosolino, David Berbotto, Nicola Cassio und Filippo Magnini der Sieg. Dabei wurde der Europarekord, den die italienische Staffel bei den Weltmeisterschaften 2001 aufgestellt hatte, um über 1,2 Sekunden verbessert. Die Staffel hatte am Ende rund zwei Sekunden Vorsprung auf die Staffel aus Großbritannien, auf Rang drei kam die griechische Staffel. Die deutsche Staffel mit Paul Biedermann, Benjamin Starke, Jan Wolfgarten und Stefan Herbst kam auf Rang sieben. Staffeln aus Österreich und der Schweiz nahmen nicht teil.
Die Staffel über 4 × 100 Meter Lagen gewann Russland mit einem neuen „Championship Record“ von 3:34,96 Minuten vor Ukraine und Großbritannien. Zum russischen Team gehörten der zweimalige Einzelgewinner Arkadi Wjattschanin sowie Roman Sludnow, Nikolai Skworzow und Andrei Kapralow. Die deutsche Mannschaft mit Helge Meeuw, Johannes Neumann, Benjamin Starke und Marco di Carli wurde in 3:39,33 Minuten Siebter und damit Letzter im Finale, da das schwedische Team disqualifiziert wurde.

### Wasserspringen
Das Wasserspringen der Frauen vom 1-Meter-Brett fand am 1. August statt. Anna Lindberg aus Schweden siegte mit 291,80 Punkten vor Ditte Kotzian aus Deutschland (279,30 Punkten) und der Italienerin Maria Marconi (267,35 Punkte). Das Halbfinale war Endstation für die Deutsche Heike Fischer, die nach einer längeren Fußverletzung und wenig Wettkampferfahrung in diesem Jahr, Platz 5 im Halbfinale A mit 234,60 Punkten belegte. Sie war die Europameisterin in dieser Disziplin von 2002 in Berlin und 2004 in Madrid und hoffte, den Titel ein drittes Mal hintereinander erringen zu können. Die Österreicherin Veronika Kratochwil, die mit 238,25 Punkten Sechste und damit Letzte im Halbfinale B wurde, verpasste ebenfalls die Finalteilnahme. Die Schweizerin Joséphine Rapit schied mit 186,15 Punkten als 18. in der Vorrunde aus.
Beim Springen vom 1-Meter-Brett der Männer einen Tag später gewann der Finne Joona Puhakka mit 425,00 Punkten vor dem Russen Alexander Dobroskok mit 416,60 Punkten und Christopher Sacchin aus Italien mit 415,70 Punkten. Die beiden Deutschen Sascha Klein und Tobias Schellenberg schieden als 14. bzw. 17. ebenso in der Vorrunde aus wie der Schweizer Jonathan Malusardi als 19. Constantin Blaha aus Österreich zog als Sechster der Vorläufe zwar sicher ins Halbfinale ein, schied dann aber mit 351,70 Punkten als 5. im Halbfinale A aus.
Die Deutschen Tobias Schellenberg und Andreas Wels konnten beim Synchronspringen vom 3-Meter-Brett am 3. August, nachdem sie als beste der Vorrunde mit 395,52 Punkten ins Finale der besten Acht einzogen, auch dieses mit 403,86 Punkten gewinnen. Silber holten die Russen Juri Kunakow und Dmitri Sautin, Bronze ging an die italienische Mannschaft mit Nicola und Tommaso Marconi. Das Schweizer Team mit Jonathan Malusardi und Victor Augagner wurde mit 294,90 Punkten Elfter und damit Letzter der Vorrunde. Ein Team aus Österreich nahm nicht teil.
Beim Springen vom 10-Meter-Turm der Frauen war die Ukrainerin Julija Prokoptschuk mit 338,00 Punkten vor der Österreicherin Anja Richter mit 332,35 Punkten und der Deutschen Christin Steuer mit 330,40 Punkten erfolgreich. Die Beste der Vorrunde, die Italienerin Tania Cagnotto, verschlechterte sich im Finale von 327,55 auf 292,50 Punkte und wurde nur Neunte. Nora Subschinski, ebenfalls aus Deutschland, schied als 18. ebenso in der Vorrunde aus wie die zweite Österreicherin, Marion Reiff, auf Platz 17. Eine Schweizerin war nicht am Start.
Beim Synchronspringen der Damen vom 10-Meter-Turm, das am 4. August stattfand, verteidigten die Deutschen Nora Subschinski und Annett Gamm den Europameistertitel mit 325,92 Punkten vor dem russischen Duo Natalja Gontscharowa und Julija Koltunowa. Julija Prokoptschuk und Kateryna Schuk aus der Ukraine holten Bronze. An dem Wettkampf nahmen lediglich sieben Nationen teil, ein Team aus Österreich oder der Schweiz war nicht dabei.
Den Wettkampf vom Männer 3-Meter-Brett gewann der Russe Dmitri Sautin vor seinem Landsmann Alexander Dobroskok und dem Finnen Joona Puhakka. Constantin Blaha aus Österreich hatte als Sechster 48,20 Punkte Rückstand auf die Medaillenränge. Der Schweizer Jonathan Malusardi und der Deutsche Tobias Schellenberg verpassten als 19. bzw. 22. der Vorrunde das Finale.
Am 5. August gewannen Dmitri Dobroskok und Gleb Galperin aus Russland das Synchronspringen der Männer vom 10-Meter-Turm mit 469,38 Punkten. Silber holten die Deutschen Sascha Klein und Heiko Meyer mit 447,96 Punkten, Bronze ging an das italienische Duo Michele Benedetti und Francesco Dell’Uomo mit 435,12 Punkten. Auch hier nahmen nur sechs Nationen teil, dies waren außer den ersten drei die Ukraine, Weißrussland und das Vereinigte Königreich.
Das Springen vom 3-Meter-Brett der Frauen gewann die Schwedin Anna Lindberg vor Ditte Kotzian aus Deutschland und der Lokalmatadorin Nóra Barta. Die zweite deutsche Starterin, Katja Dieckow, erreichte im Finale Platz fünf, Joséphine Rapit aus der Schweiz wurde Elfte. Die Österreicherin Veronika Kratochwil schied bereits in der Vorrunde als 16. aus.
Beim Synchronspringen der Frauen vom 3-Meter-Brett am 6. August erreichten die Deutschen Heike Fischer und Ditte Kotzian hinter dem russischen Duo Natalja Umyskowa und Nadeschda Baschina den zweiten Platz. Bronze ging an die Springerinnen Olena Fedorowa und Krystyna Ischtschenko aus der Ukraine. Springerinnen aus Österreich oder der Schweiz waren nicht am Start.
Das Springen der Männer vom 10-Meter-Turm gewann der Russe Gleb Galperin, der auch schon das Synchronspringen mit Dmitri Dobroskok gewonnen hatte, mit 472,90 Punkten. Wie schon in der Vorrunde belegten die beiden Deutschen Heiko Meyer und Sascha Klein die Plätze 2 und 4. Der Ukrainer Kostjantyn Miljajew holte Bronze. Auch hier traten keine Athleten aus Österreich oder der Schweiz an.

## Berichterstattung
Fernsehübertragungen fanden in über 50 Länder – auch in Übersee – statt. Europaweit berichtete Eurosport von den Schwimmeuropameisterschaften 2006. In Deutschland sendeten ARD und ZDF aus Budapest. Eurosport berichtete live von den Wettbewerben im Synchronschwimmen und übertrug das Wasserspringen, die Vor- und Zwischenläufe, sowie die Finals des Beckenschwimmens. ARD und ZDF hingegen berichteten jeweils abwechselnd nur live von den Finals der Beckenschwimmer und vom Wasserspringen. Die Moderation der ZDF-EM-Sendungen übernahm die sechsmalige Schwimmolympiasiegerin Kristin Otto. Der ZDF-Experte war Christian Keller. Für die ARD arbeitete Franziska van Almsick als Expertin.
In der Schweiz gab es keine gesonderten Live-Übertragungen. Die Berichterstattung von der EM fand nur im Rahmen der normalen Sportsendungen statt.
Die offizielle LEN-Website (lenweb.org) verzeichnete an den ersten Wettkampftagen 3,5 Millionen Aufrufe. Das stellte einen Rekord für dieses Internetangebot dar.